# Pandemia de COVID-19 no Gabão
Este artigo documenta os impactos da pandemia de COVID-19 no Gabão e pode não incluir todas as principais respostas e medidas contemporâneas.

## Cronologia
Em 12 de março, o primeiro caso de COVID-19 no Gabão foi confirmado, tratando-se de um cidadão local de 27 anos de idade que havia viajado para a França. Em 17 de março, mais 2 casos foram confirmados, incluindo uma mulher que trabalhava no Ministério de Relações Exteriores. Esta mulher visitou Marselha e Paris antes de retornar ao país. Em 20 de março, a primeira morte pelo novo coronavírus foi confirmada.